# Милена Недева
Милена Николова Недева е български политик и психолог, кмет на община Каспичан (2011 – 2023).

## Биография
Милена Недева е родена на 16 февруари 1966 г. Завършва специалност „Управление на здравните грижи“ в Медицинския университет в Плевен, след това придобива магистърска степен по психология от Шуменския университет „Епископ Константин Преславски“.

### Политическа дейност
На местните избори през 2011 г. е кандидат за кмет от ГЕРБ на община Каспичан. На проведения първи тур получава 1733 гласа (или 43,78%) и се явява на балотаж с кандидата на „БСП“ Николай Николов, който получава 1348 гласа (или 34,06%). Избрана е на втори тур с 1873 гласа (или 46,90%).
На местните избори през 2015 г. е кандидат за кмет от ГЕРБ на община Каспичан. На проведения първи тур получава 1730 гласа (или 41,85%) и се явява на балотаж с кандидата на местна коалиция „АБВ-Либерали“ Магдалена Боева-Тодорова, която получава 1107 гласа (или 26,78%). Избрана е на втори тур с 2093 гласа (или 53,69%).
На местните избори през 2019 г. е независим кандидат за кмет на община Каспичан. На проведения първи тур получава 1074 гласа (или 30,44%) и се явява на балотаж с кандидата на „ГЕРБ“ Юлия Добрева-Петрова, която получава 1387 гласа (или 39,31%). Избрана е на втори тур с 1679 гласа (или 49,99%).